# ديارا سيلا
دي آرا سيلا ديونج (ولدت في 30 يناير 2001)، والمعروفة باسم ديارا سيلا أو ببساطة ديارا، هي مغنية وراقصة وعارضة أزياء فرنسية سنغالية. اشتهرت بفوزها بالمركز الأول في مسابقة سين بيتيت جالي لعام 2016. كانت جزءًا من مجموعة البوب العالمية ناو يونايتد، التي تمثل السنغال وإفريقيا، لكنها تركت الفرقة في عام 2020 لمتابعة مسيرتها الفردية.

## سيرتها الشخصية
ولدت سيلا في باريس، فرنسا، لكنها انتقلت لاحقًا إلى داكار، السنغال حيث نشأت. ابتعدت عن والدها البيولوجي، ولم تقابله سوى بضع مرات طوال حياتها. خلال طفولتها، أقامت بشكل أساسي مع ابن عمها، حيث كانت والدتها تسافر باستمرار. بعد أدائها على خشبة المسرح عندما كانت في السادسة من عمرها، قررت أن هدفها النهائي هو أن تصبح مغنية.
تتحدث سيلا ثلاث لغات بطلاقة، الفرنسية والولوفية والإنجليزية. كما أنها تتحدث التركية، ولكن ليس بطلاقة.